# Pleurothallis sanjanae
Pleurothallis sanjanae är en orkidéart som beskrevs av Rudolf Schlechter. Pleurothallis sanjanae ingår i släktet Pleurothallis och familjen orkidéer. Inga underarter finns listade i Catalogue of Life.